# Claudine Konsbruck
Pour les articles homonymes, voir Konsbruck.
Claudine Konsbruck, née le 14 septembre 1966 à Luxembourg-Ville (Luxembourg), est une juriste et femme politique luxembourgeoise, membre du Parti populaire chrétien-social (CSV).

## Biographie
Après avoir fait ses études à l'Athénée de Luxembourg en 1985, elle obtient en juin 1989 une maîtrise en droit privé à l'université de Strasbourg III. Après un bref passage au barreau de Luxembourg, elle rejoint le ministère de la Justice en 1991.
À la suite de la démission de Marcel Oberweis, Claudine Konsbruck, suppléante, fait son entrée à la Chambre des députés le 3 juillet 2018 pour la circonscription Centre où elle représente le Parti populaire chrétien-social (CSV),,. Elle n'est pas réélue aux élections législatives du 14 octobre 2018.